# Нава-де-Франсія
Нава-де-Франсія (ісп. Nava de Francia) — муніципалітет в Іспанії, у складі автономної спільноти Кастилія-і-Леон, у провінції Саламанка. Населення — 144 особи (2010).
Муніципалітет розташований на відстані близько 200 км на захід від Мадрида, 60 км на південний захід від Саламанки.
На території муніципалітету розташовані такі населені пункти: (дані про населення за 2010 рік)
- Ель-Касаріто: 26 осіб
- Нава-де-Франсія: 118 осіб

## Демографія
Динаміка населення (INE ):